# McCormick Polska
McCormick Polska SA – polski oddział międzynarodowego przedsiębiorstwa będącego producentem ziół, przypraw, musztard, keczupów, marynat do mięs, octów, soli smakowych. Swoje produkty w Polsce przedsiębiorstwo oferuje pod markami Kamis i Galeo.
McCormick Polska S.A. wszedł na polski rynek w 2011 roku, kupując firmę Kamis S.A. Przedsiębiorstwo prowadzi działalność w 27 krajach, między innymi w Stanach Zjednoczonych, Francji, Wielkiej Brytanii, Chinach. Działa także na rynkach: rosyjskim, ukraińskim, rumuńskim.
Kamis to marka o polskim rodowodzie. W ofercie marki znajdują się zioła i przyprawy, musztardy, ketchupy, sosy i octy. Marka narodziła się w 1991 roku, w momencie założenia przez Roberta Kamińskiego firmy Kamis. Wtedy na polski rynek trafiają pierwsze produkty pod marką Kamis: pieprz i papryka. W 1993 portfolio produktów poszerza się o mieszanki przypraw. W 1995 roku na rynku debiutują przyprawy do grilla i musztardy Kamis ze sztandarowym produktem z tej kategorii – Musztardą sarepską Kamis, której receptura wyznaczyła profil smakowy tego rodzaju musztard w Polsce.
Drugą marką w portfolio McCormicka jest Galeo. Marka powstała w 2000 roku w odpowiedzi na trend smart shoppingu. W ofercie Galeo znajdują się przyprawy, zioła, mieszanki przyprawowe oraz dodatki spożywcze.